# Hocine Soltani
Hocine Soltani, född 27 december 1972 i Thenia, Algeriet, död 1 mars 2002 i Marseille, Frankrike, var en algerisk boxare som tog OS-guld i lättviktsboxning 1996 i Atlanta. Han var morbror till boxaren Mebarek Soltani som också tävlat två gånger i boxning vid olympiska sommarspelen.